# Саладинов замък
Цитаделата на Салах ад-Дин (на арабски: قلعة صلاح الدين, Калъат-Салах Ал-Дин, Саладинов замък ), известна също като Саон (Sahyun, Saone), е средновековен замък в северозападната част на Сирия. Той се намира на 7 км източно от Ал-Хафа и на 30 км източно от Латакия във висока планинска местност върху планински хребет между две дълбоки дерета, заобиколени от гори. Хълмът е укрепен още от средата на Х век, като през 975 във византийския император Йоан Цимисхий го завладява и той остава под византийски контрол до около 1108. В началото на XII век франките са поели контрол на територията като част от новосформираната държава на кръстоносците Княжество Антиохия. Кръстоносците осъществяват широкомащабна програма за строителство, която продуцира по-голямата част от настоящия вид на укреплението. През 1188 г., замъкът е покорен от Саладин след тридневна обсада. Замъкът отново е обсаден през 1287 г., като и защитника и нападателя са мамелюци. През 2006 г., Калъат-Салах Ал-Дин и Крак де Шевалие заедно са признати от ЮНЕСКО за обекти на Световното културно наследство. Замъкът е собственост на сирийското правителството.

## Местоположение и етимология
Замъкът се намира в сирийската крайбрежната планинска верига, разположена на около 25 km североизточно от Латакия. Традиционното име на мястото е Сахиун (Ṣahyūn) е арабския еквивалент на старозаветното названието Цион. Историкът Хю Кенеди предлага политкоректното название Qalʿat Ṣalāḥ Ed-Din, което означава „замък на Саладин“. В византийците го наричат Сигон, а франкските наследници – Саон.

## География и архитектура
Крепостта е построена на 700 m над морското равнище на хребета между две дълбоки клисури, откъдето охранява маршрута между Латакия и Антиохия. Планът на укреплението е неправилен многоъгълник с фланкиращи кули. В близост до крепостната стена е една от най-великолепните характеристики на крепостта-28 м дълбок ров, издълбани в скалата от византийците. Този ров профължава с дължина 156 метра по протежение на източната страна и достига от 14 до 20 метра в ширина.
Входът към замъка се осъществява от южната страна на крепостта. Вдясно от входа се намира кула-бастион, изградена от кръстоносците. Няколко метра по-нататък има резервоар за съхранение на вода и конюшни в близост до масивна кула с изглед към рова, която заема площ от около 24 м2. По-нататък на север е портата с подвижния мост. В двора се разполагат сгради, построени последователно от различните обитатели: византийско водохранилище и два параклиса, кръстоносна трапезария, арабска джамия и дворец с баня.

## История
Хълмът е укрепен поне от средата на 10 век, и първият му известен собственик е алепския васал на Хамданидите емир Сайф ад-Дауля. Византийският император Йоан I Цимисхий го завладява през 975 и остава под византийски контрол до около 1108, когато кръстоносците заемат и Латакия. Саон е включен в Антиохийско княжество, една от четирите държави на кръстоносците, възникнали след първия кръстоносен поход. Господарите на Саон са едни от най-велемощните в княжеството, като първият сеньор е вероятно, Робер Прокажения, който получава контрол над замъка през 1119, а семейството му остава в Саон до 1188. Най-вероятно неговият син Гийом е този, който строи новите кръстоносни укрепления, с които усилва предишните византийски. Повечето от това, което се вижда, е построено през това време. Крепостта е една от малкото, които не са били отстъпени на най-големите военномонашески ордени хоспиталиери или тамплиери.
На 27 юли 1188 г. Айюбидския султан Саладин и синът му аз-Захир Гази обсаждат замъка с обсадни машини на платото от източната страна и с блокада пред северната и западна част на замъка. Укреплянията са обстрелвани с камъни с тегло от 50 до 300 kg в продължение на два дни, които причиняват значителни щети. На 29 юли мюсюлманите успешно щурмуват крепостните стени. Вътрешният двор е овладян и християнският гарнизон се оттегля в донжона. До края на деня те достигат споразумение за откуп с нападателите. Въпреки че Саон е силен замък, той пада за три дни.
Саладин отстъпва Саон и Бурзе на един от своите емири – Манкавар ибн Хумартигин, чиито наследници ги владеят до 1272 г., когато Саон е отнет от Байбарс. След 1280 мамелюкският емир Ал-Ашкар използва замъка за убежище от султан Ал-Мансур Калауун. Тогава замъкът става административен център на малка полунезависимо емирство. В края на 1286 Ал-Мансур Калауун е с намерение да смаже своите съперници и изпраща обсаждаща армия под командването на Tурунтай срещу Саладиновия замък. През април 1287 замъкът е превзет.
По-късно замъкът е включен в състава на административна провинция Триполи., като остава голям и проспериращ под Мамелюците поне до края на XIV век. Емирот на Хама, Абу-л-Фида (1273 – 1331), отбелязва за град, създаден в близост до Саладиновия замък. В следващите десетилетия, обаче, той е изоставен.
Цитаделата на Саладин е обект на Световното културно наследство при ЮНЕСКО, заедно с Крак де Шевалие, от 2006 година. По време на сирийския бунт, който започва през 2011 г. от ЮНЕСКО са изразени опасения, че конфликтът може да доведе до увреждане на важните културни обекти, като Цитаделата на Салах-Ед-Дин. До 2016 г., замъкът е преживял сирийската гражданската война без никакви значителни щети.